# 누르미
누르미는 고기나 생선 또는 가지, 동아 등 채소를 구운 다음, 장에 밀가루, 맛국물을 넣어 끓인 즙을 끼얹어 내는 음식이다.

## 역사
17세기 조리서 《음식디미방》에 가지누르미, 동아누르미 등이 수록되어 있다. 이후 조선 후기에 이르러 즙을 끼얹는 방식 대신 재료를 익혀서 꼬챙이에 꿰는 것으로 조리법이 바뀌게 되었다.

## 같이 보기
- 누름적
- 류